# جنوب أستراليا
جنوب أستراليا أو أستراليا الجنوبية (بالإنجليزية: South Australia)‏ هي إحدى ولايات أستراليا، تقع في الجزء الجنوبي من البلاد. تغطي المراعي الجافة جزء كبيراً من الأراضي في غرب المرتفعات الشرقية. في تلك المنطقة ترعى قطعان الضأن. الولاية جزء من أراضي الهضبة الغربية. الولاية تحتل المرتبة الرابعة بالنسبة لولايات أستراليا من حيث المساحة، وتقع على الساحل الجنوبي. تغطي مساحتها ثمن القارة الأسترالية تقريباً. طول ساحلها يصل إلى أكثر من 3,500 كيلومتراً. مساحتها 1,043,514 كم2.
تعد الولاية الأكثر جفافاً في أستراليا. في 80% من مساحتها الإجمالية يهطل مقدار من المطر أقل من 254 مم سنوياً. رغم ذلك فإن الولاية تعرف بإنتاجها الوافر للقمح والشعير وغير ذلك. بسبب مهرجان أديليد ومهرجان قطف العنب في وادي باروسا، تعرف الولاية بأنها مقاطعة المهرجانات. تشتهر الولاية بوجود سلسلة جبلية تدعى لوفتي تجذب العديد من السياح. هذا بالإضافة إلى البحيرات البركانية في مونت جامبير، وغابة الصنوبر الملكية في جنوب شرق الولاية، والمغارات الجيرية في ناراكورت.
عاصمتها أديليد، ومن أكبر مدنها الأخرى: وايالا، وماونت جامبير، وبورت أوغستا، وبورت بري، وبورت لنكولن. عدد سكانها 1,540,200 نسمة، يعيش 75% منهم في العاصمة أديليد. يوجد فيها إنتاج زراعي، كما يوجد فيها عدة صناعات مثل: الأجهزة، والمواد الكيميائية، والمنتجات الكهربائية والحديد والصلب، والآلات، والسيارات والسفن. توجد بها جامعتان هما جامعة أديليد وجامعة فلندرز.

## نبذة
تعتبر ولاية أستراليا الجنوبية من المناطق التي تقل بها الكثافة السكانية حيث يعيش أكثر من 80% من السكان في مدينة أديلايد وفي القليل من المراكز الريفية الرئيسية. وتتركز مناطق الإنتاج الزراعي في جنوب الولاية وحول نهر موراي، الذي يوفر المياه اللازمة للري. ويلاحظ أن الأرض تزداد جفافًا كلما اتجهنا شمالا أو غربا ويقل وجود مقومات العيش فيها. أما بالنسبة للمناطق النائية، والتي تشكل أكثر من 75% من مساحة الولاية، فهي في غالبيتها مناطق شبه صحراوية. ويعتبر نهر موراي أهم المجاري المائية في الولاية، وهو ينبع من جبال الألب الأسترالية ويصب في البحر عبر بحيرة ألكسندرينا. والواقع أن ولاية أستراليا الجنوبية تعد أكثر الولايات الأسترالية جفافًا.

## تاريخها
أول من استكشف ساحل جنوب استراليا مجموعة من البحارة الأوربيين عام 1627، عندما ابحرت السفينة الهولندية (جولدين زيبارت) بهدف فحص الشريط الساحلي.
أطلق فرانسو تيسين على اكتشافه اسم (أرض بيتر نويست).
أول من قاما برسم الشريط الساحلي هما البريطاني (ماثيو فليندرز) والفرنسي (نيكولاس بودين) عام 1802.
أشار بودين – قائد البعثة الفرنسية المعروفة ب (بعثة بودين) عام 1800 – إلى تلك الأراضي على أنها (أرض نابليون).
صدق البرلمان البريطاني على ميثاق جنوب استراليا عام 1834 مما ساعدها على الاستقرار، حيث أقر الميثاق أن مساحتها تبلغ 802,511 كيلو متر مربع، كما أصدر عفو عن السجناء وكان هدف المستعمر آنذاك هو ابراز الصفات الحميدة للمجتمع البريطاني بدون تمييز ديني، استعماري أو استغلال للعمالة.
استقر الاستعمار في مدينة كينغسكوت (جزيرة كانغارو) حتى وقع الأختيار على مدينة أخري والتي يطلق عليها الآن اسم (أديلايد) لتصبح المقر الرسمي للاستعمار.
وصل المستوطنون الأوائل إلى هولد فاست باي (بالقرب من غلينغ) في نوفمبر 1836 وتم الإعلان عن الاستيطان يوم 28 ديسمبر 1836 ويعرف هذا اليوم في الوقت الحالي ب (يوم الإعلان).
تعتبر جنوب استراليا هي الولاية الوحيدة التي خضعت للاستيطان (أي لم يفرض عليها إجراءات تعسفية).
تم اعتماد علم جنوب استراليا في 13 يناير 1904، أما بالنسبة للعملة الرسمية فيقال انه تم تصميمها بواسطة روبرتو كريج (طالب بمدرسة الفنون جامعة أديلايد).

## الاقتصاد
تلعب الصناعة والتصدير دور مهم في اقتصاد جنوب استراليا حيث تساهم الصناعة بنحو 15% من إجمالي ثروة الدولة، ومن أهم الصناعات: السيارات، الأدوية وتكنولوجيا الدفاع.
أما التصدير فيدعم اقتصاد جنوب استراليا أكثر من أي ولاية أخري حيث تُقدر أرباح التصدير بنحو 10,000 مليون دولار أسترالي وازداد بمعدل 8,8% فيما بين عامي (2002-2003).
أُعيق التطور الاقتصادي لجنوب استراليا مقارنة بباقي الولايات الأسترالية لفترة محددة (حيث بلغ معدل النمو الاقتصادي 2,2 عام 2002) ولكن بدأ في التحسن تدريجياً (حيث بلغ 4,3 عام 2003).
(2017 - 2018) كان معدل النمو الاقتصادي 2% (أي أقل من معدل المتوسط القومى).
كانت القطاعات الاقتصادية الأكثر نمواً في تلك الفترة الرعاية الصحية والاجتماعية بنحو 18,6%، بالإضافة إلى الخدمات: الماء، الكهرباء، الغاز الطبيعي والقمامة بنحو 8,2% (متجاوزاً المتوسط القومي)، بينما شهد قطاع الزراعة، الصيد وزراعة الغابات تراجعاً ملحوظاً بمعدل 12% على نقيض النمو المذهل الذي شهدته الفترة (2016-2017) الذي قُدر بنحو 19,5%، ويرجع ذلك النمو الغير طبيعي إلى زيادة إنتاج القمح وغيره من المحاصيل.
| القطاع الأقتصادي                                 | النسبة المئوية |
| ------------------------------------------------ | -------------- |
| الرعاية الصحية والاجتماعية                       | 14,8 %         |
| تجارة التجزئة                                    | 10,7 %         |
| التعليم والتثقيف                                 | 8,7 %          |
| التصنيع                                          | 8,0 %          |
| التشييد                                          | 7,6 %          |
| الإدارة العامة والأمن العام                      | 7,1 %          |
| الإقامة والخدمات الغذائية                        | 6,7 %          |
| الخدمات المهنية، العلمية والتقنية                | 5,5 %          |
| المواصلات، الخدمات البريدية واللوجستية           | 4,1 %          |
| الزراعة، الصيد وزراعة الغابات                    | 4,0 %          |
| خدمات أخري                                       | 3,9 %          |
| خدمات إدارية                                     | 3,6 %          |
| صناعات أخري                                      | 3,3 %          |
| البيع بالجملة                                    | 2,8 %          |
| خدمات مالية والتأمين                             | 2,7 %          |
| خدمات فنية وترفيهية                              | 1,4 %          |
| الاتصال عن بعد                                   | 1,3 %          |
| العقارات                                         | 1,3 %          |
| التعدين                                          | 1,2 %          |
| الخدمات: الماء، الكهرباء، الغاز الطبيعي والقمامة | 1,2 %          |

### البطالة
تبلغ نسبة البطالة في جنوب أستراليا 5,9%، وتعد ثاني أعلى دولة أسترالية من حيث معدل البطالة حيث يأتي في المركز الأول (كوينز لاند).

### القطاعات الرئيسية

#### القمح
تتميز جنوب أستراليا بزراعة القمح، حيث تعد ثاني أكبر دولة في انتاجه بعد استراليا الغربية.

#### الشعير
أصبح مؤخراً من أهم المحاصيل في جنوب استراليا، حيث تساهم بربع إنتاج الشعير في استراليا.

### العنب،الخضروات، أشجارالفواكه(خاصةالبرتقال)
تمثل خمس الحيازة الزراعية، ويتم الاعتماد على الري في زراعتهم.

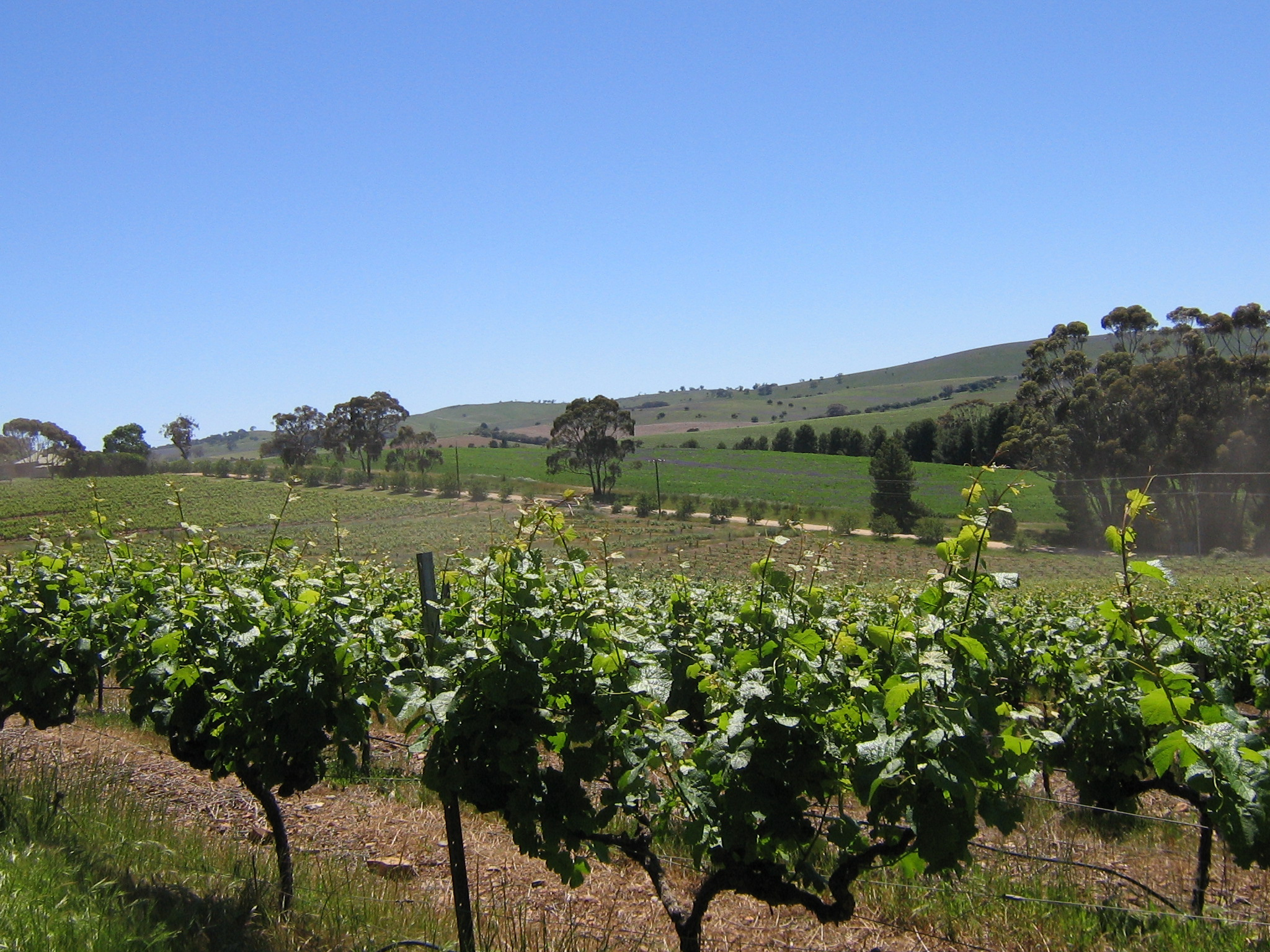
مزارع الكروم في وادي كلير.

### الرعي
الرعاية الواسعة للمواشي في الصحراء الموجودة بالشمال.
الرعاية الواسعة للخنازير والدواجن في أحياء (أديلايد).
تساهم جنوب أستراليا ب10% من تربية المواشي في أستراليا.

## الجغرافيا
تمتد جنوب أستراليا على أراضي رعوية قاحلة أو شبة قاحلة بالإضافة إلى وجود العديد من الأحراش ومن أهمها جبال لوفتي وجبال فليندرز وهم عبارة عن سلاسل جبلية مساحتها 800 كم وتمتد من كيب جيرفيس وحتى بحيرة تورنيس.
توجد أعلى قمة جبلية في جنوب أستراليا ضمن سلسلة جبال موسغريف التي تقع في أقصي الشمال الغربي للولاية ومن ضمنها جبل وودروف الذي يبلغ ارتفاعه 1435 متر.

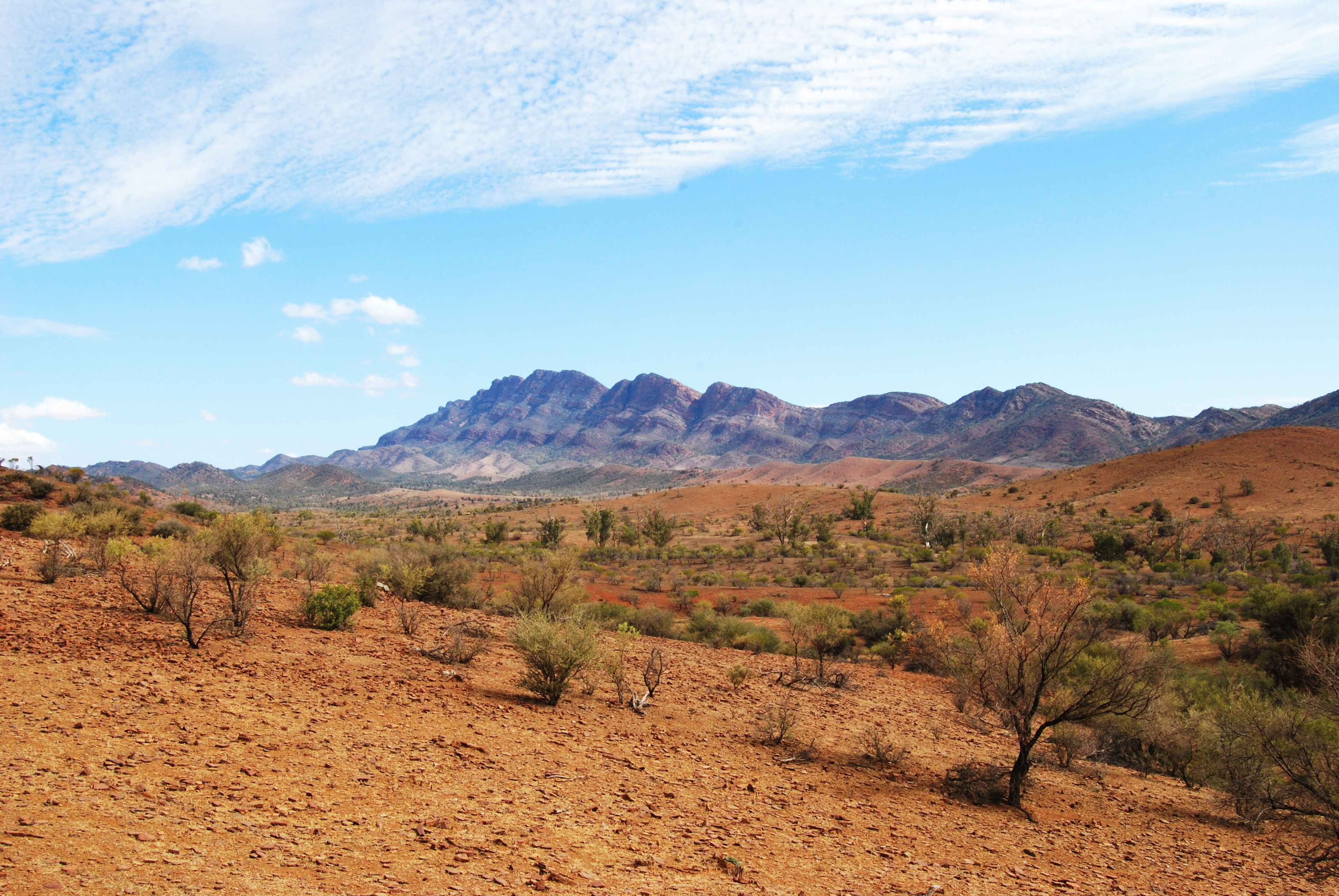
الأراضي الرعوية بجبال فليندرز.

يعتبر الجزء الغربي من أسترالية من الأماكن المهجورة من السكان.
تعد أبرز الصادرات في جنوب أستراليا القمح، النبيذ والصوف، حيث تنتج جنوب أستراليا أكثر من نصف النبيذ الأسترالي.
أكثر من أربعة أخماس الأراضي الأسترالية تنخفض عن مستوى سطح البحر بنحو 300 متر.
تعتبر دولة جنوب أستراليا مجاورة لكل الولايات والأراضي الأسترالية ما عدا كانبرا (العاصمة الأسترالية) وتسمانيا.
يعتبر الإقليم الشمالي من أهم الأقاليم في جنوب أستراليا وحصل على استقلاله عام 1911.
تعرف جنوب أستراليا بقلة عدد الأنهار التي تجري على أرضها باستثناء نهر موراي والذي يعتبر النهر الوحيد الدائم طوال العام.

## المناخ

تصنيف كوبن للمناخ بجنوب أستراليا

يتميز المناخ في ولاية أستراليا الجنوبية بأنه مناخ متوسطي، حار جاف في الصيف وبارد في الشتاء، وتسقط معظم الأمطار في الفترة ما بين شهري مايو وأغسطس. وتعد درجات الحرارة المرتفعة من أبرز السمات المناخية لهذه المنطقة حيث تبلغ درجة الحرارة القصوى في ساعات النهار في المناطق النائية 38 درجة مئوية في الفترة ما بين شهري أكتوبر وأبريل. كما يمكن أن تتعرض مدينة أديلايد لارتفاع شديد في درجات الحرارة خلال فصل الصيف، ولا يتيسر للمرء الاستمتاع بوقته من دون التوجه إلى أحد أحواض السباحة أو الجلوس في بيئة مكيفة الهواء. ويعتبر كل من فصلي الربيع والخريف أفضل أوقات السنة على وجه العموم، حيث يميل فيهما المناخ في الشتاء إلى البرودة والرطوبة نوعا ما.
| البيانات المناخية لـSouth Australia | البيانات المناخية لـSouth Australia | البيانات المناخية لـSouth Australia | البيانات المناخية لـSouth Australia | البيانات المناخية لـSouth Australia | البيانات المناخية لـSouth Australia | البيانات المناخية لـSouth Australia | البيانات المناخية لـSouth Australia | البيانات المناخية لـSouth Australia | البيانات المناخية لـSouth Australia | البيانات المناخية لـSouth Australia | البيانات المناخية لـSouth Australia | البيانات المناخية لـSouth Australia | البيانات المناخية لـSouth Australia |
| الشهر                               | يناير                               | فبراير                              | مارس                                | أبريل                               | مايو                                | يونيو                               | يوليو                               | أغسطس                               | سبتمبر                              | أكتوبر                              | نوفمبر                              | ديسمبر                              | المعدل السنوي                       |
| ----------------------------------- | ----------------------------------- | ----------------------------------- | ----------------------------------- | ----------------------------------- | ----------------------------------- | ----------------------------------- | ----------------------------------- | ----------------------------------- | ----------------------------------- | ----------------------------------- | ----------------------------------- | ----------------------------------- | ----------------------------------- |
| الدرجة القصوى °م (°ف)               | 50.7 (123.3)                        | 48.2 (118.8)                        | 46.5 (115.7)                        | 42.1 (107.8)                        | 36.5 (97.7)                         | 34.0 (93.2)                         | 34.2 (93.6)                         | 36.5 (97.7)                         | 41.5 (106.7)                        | 45.4 (113.7)                        | 47.9 (118.2)                        | 49.9 (121.8)                        | 50.7 (123.3)                        |
| أدنى درجة حرارة °م (°ف)             | 0.2 (32.4)                          | 0.8 (33.4)                          | −2.2 (28.0)                         | −3.5 (25.7)                         | −6.6 (20.1)                         | −8.1 (17.4)                         | −8.2 (17.2)                         | −6.6 (20.1)                         | −4.5 (23.9)                         | −4.4 (24.1)                         | −2.4 (27.7)                         | −0.5 (31.1)                         | −8.2 (17.2)                         |
| المصدر: Bureau of Meteorology       |                                     |                                     |                                     |                                     |                                     |                                     |                                     |                                     |                                     |                                     |                                     |                                     |                                     |

## نظام الحكم
يعتبر نظام الحكم في جنوب أستراليا ملكي دستوري، حيث تشكل الولايات والأقاليم الأسترالية كومنولث استراليا وجميعها تخضع لحكم ملكة استراليا، يتكون نظام الحكم من ثلاث هيئات (البرلمان – مجلس النواب – مجلس الشيوخ)، وتعقد الانتخابات الخاصة بهم كل أربعة أعوام، رئيس الوزراء لولاية جنوب أستراليا حالياً هو (ستيفن مارشال) مرشح عن الحزب اللبرالي الأسترالي.[بحاجة لمصدر]

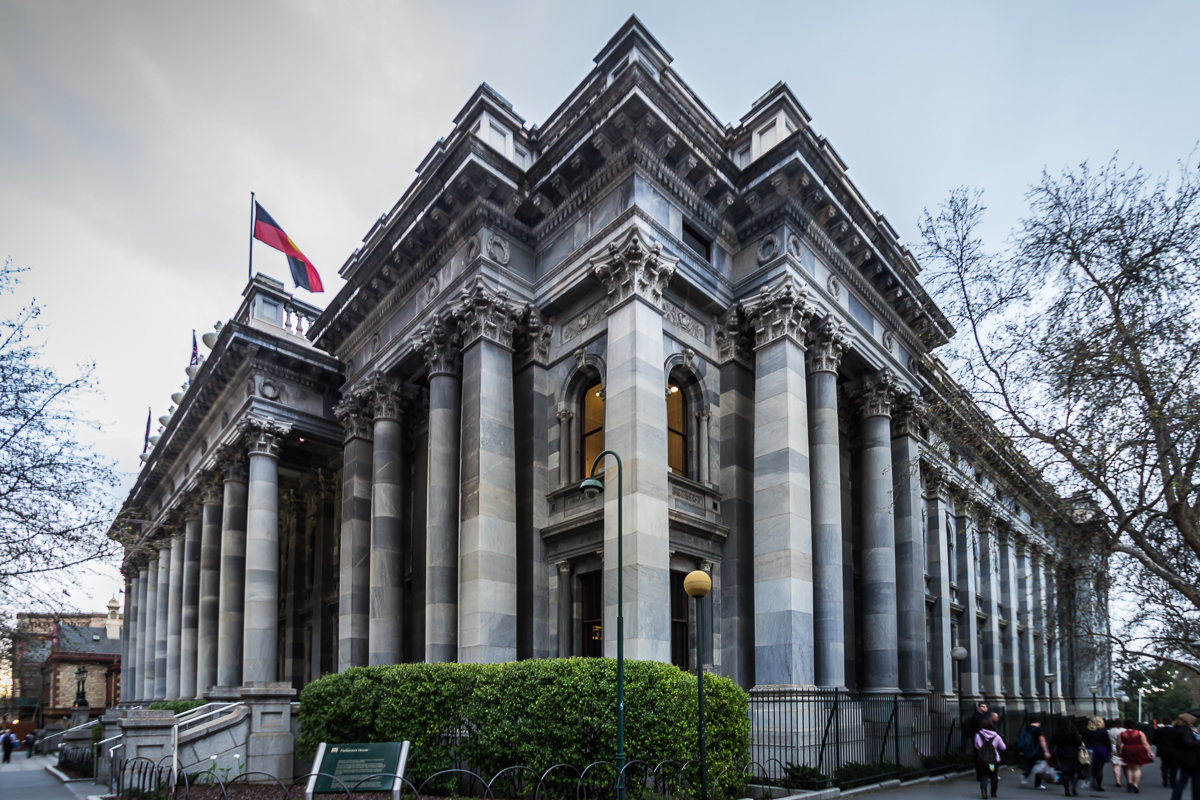
مقر البرلمان بولاية جنوب أستراليا.

يعتبر جون مارتي هو أول حاكم لجنوب أستراليا، وكان يتمتع بالسلطة الكاملة المستمدة من الحكومة البريطانية لإقامة المستعمرات، ولا يستطيع أحد محاسبته سوي المكتب الاستعماري البريطاني؛ لذلك لم تتمتع جنوب أستراليا بأي شكل من اشكال الديموقراطية آنذاك.
في عام 1843 تم إنشاء مجلس استشاري للحاكم فيما يتعلق بأمور الإدارة وأطلق عليه اسم (المجلس التشريعي) وكان يتكون من 3 نواب عن الحكومة البريطانية بالإضافة 4 من المستوطنين يتم اختيارهم بواسطة الحاكم، ومع ذلك ظل الحاكم يتمتع بالسلطة المطلقة.
في عام 1851 أصدرت الحكومة البريطانية مرسوماً للحكومة الاستعمارية الأسترالية يسمح بانتخاب نواب للمجلس التشريعي الاستعماري، والشروع في وضع أساسيات الدستور، وفي وقت لاحق من العام نفسه تمكن المستوطنون الذكور الأصحاء من انتخاب 16 عضو من إجمالي 24 مقعد الموجودين في المجلس التشريعي، بينما ظل نحو 8 أعضاء يتم تعينهم مباشرة من قبل الحكومة الاستعمارية، كان الهدف الرئيسي لهذا المجلس هو وضع أساسيات الدستور لدولة جنوب أستراليا، وبالفعل تمكن المجلس التشريعي من وضع أول مسودة ديموقراطية للدستور والتي لم يشهدها العالم من قبل في مستوطنة بريطانية حيث منح حق الانتخاب للذكور من الشعب.[بحاجة لمصدر]
تم إنشاء البرلمان، المجلس التشريعي ومجلس الشيوخ ولأول مرة في مستوطنة يختار الشعب سلطته التنفيذية، واعتمد الاحتلال على نظام وستمنستر، حيث أن الحكومة هي الحزب أو الإتلاف الذي حاز على أعلى الأصوات، ولكن زعيم المعارضة يلعب دور رئيسي مماثل لرئيس ويعرف ذلك باسم (حكومة الظل).

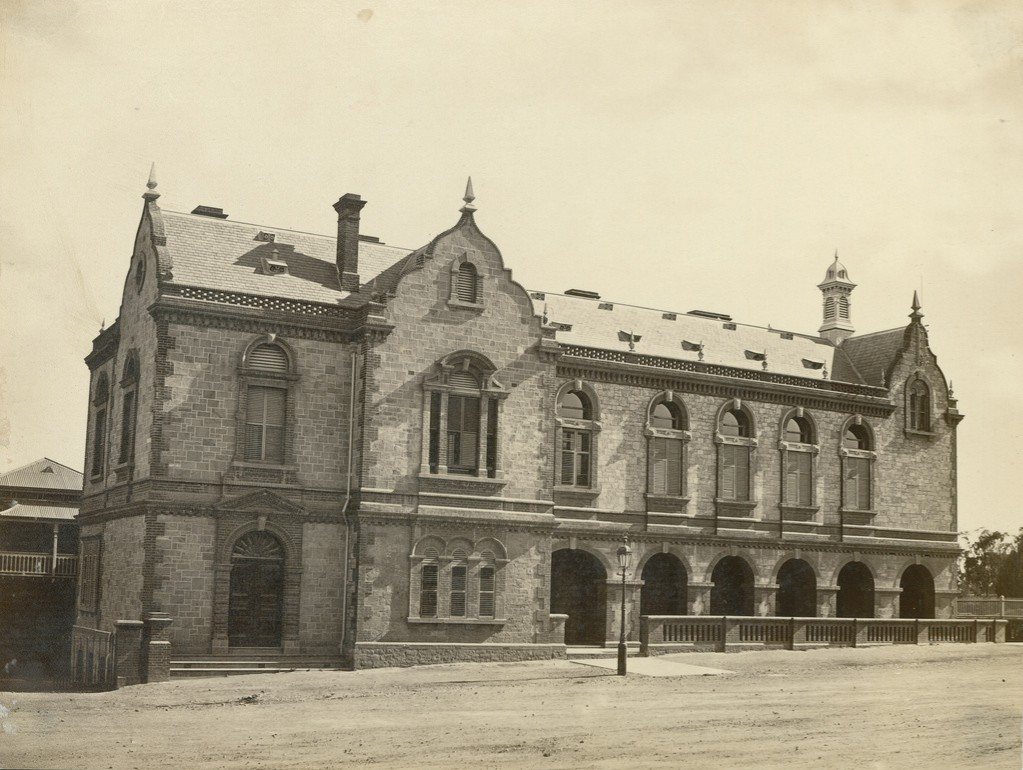
مقر برلمان جنوب أستراليا قديماً بالعاصمة أديلايد عام 1872.

تعتبر أستراليا أول مستعمرة أسترالية تمنح للإناث حق الاقتراع وكان ذلك عام 1894، ويعتبر برلمان جنوب أستراليا أول برلمان أسترالي يسمح للمرأة أن تكون عضوة به.
```
وبذلك أصبحت جنوب أستراليا واحدة من الأعضاء المؤسسة للكومنولث الأسترالي الذي أُسس في أول يناير 
1901
.
```

## السكان
وفقاً لتعداد 2018: بلغ عدد سكان جنوب استراليا 1,742,777 نسمة.
أماكن تركز السكان في جنوب استراليا:
1. العاصمة (أديلايد): يعيش بها الغالبية العظمي من السكان حيث بلغ أعداد سكانها 1,345,777 نسمة (وفقاً لتعداد 2018).
2. مونت غامبير بلغ عدد سكانها 28,684 نسمة.[26]
3. وايللا (21,751 نسمة).[27]
4. جسر موراي (17,559 نسمة).[28]

في الوقت الحالي يميل مظم السكان إلى الهجرة الداخلية من الريف إلى الحضر، لذلك تستمر العاصمة (أديلايد) في التوسع.
متوسط عمر السكان:
وفقاً لتعداد 2018: بلغ متوسط عمر السكان 40 عاماً ويعتبر ثاني أعلي معدل في استراليا بعد تاسمانيا.
يزداد متوسط عمر السكان (نسبة كبار السن والمتقاعدين) في الدول الساحلية مثل: شبه جزيرة يوركي وشبه جزيرة فليوريو).
ويقل متوسط عمر السكان في العاصمة (أديلايد)، منطقة الحكومة المحلية الأسترالية (يوجد بها عدد كبير من سكان أستراليا الأصليين)، مضيق توريس بالأضافة إلى بعض الضواحي في الشمال (مونو باراويست، دافورين بارك وأنجل فالي) حيث يزداد عدد الشباب بهم.
وكما هو الحالي في باقي ولايات أستراليا تغير التركيب العرقي بشكل ملحوظ منذ الحرب العالمية الثانية، لذلك تحولت جنوب أسإلى دولة متعددة الأعراق والثقافات.

### الأصول والهجرة
وفقاً لتعداد 2016، كانت السلالات الأكثر اتشاراً هي:
- الإنجليزية (40.5%)
- الأسترالية (35.5%)
- الاسكتلندية (8.9%)
- الأيرلندية (8.5%)
- الألمانية (8.2%)
- الإيطالية (6.1%)
- الصينية (3.3%)
- اليونانية (2.4%)
- الهندية (2.1%)
- سكان أستراليا الأصليون (2%)
- الهولندية (1.7%)
- الفيتنامية (1.3%)
- البولندية (1.2%)
- الفلبينية  (1%)

### اللغة
وفقاً لتعداد2016، يتحدث نحو 78.2% من السكان اللغة الإنجليزية في بيوتهم.
اللغات الأخري الأكثر تحدثاً في جنوب أستراليا:
1. اللغة الإيطالية (1.7%)
2. اللغة الصينية القياسية (1.7%)
3. اللغة اليونانية (1.4%)
4. اللغة الفيتنامية (1.1%)
5. اللغة الصينية يؤ (0.6%)

### الدين
وفقاً لتعداد 2016، يعتنق نحو 53.9% من سكان جنوب أستراليا الدين المسيحي مع اختلاف العقائد
1. الكنيسة الكاثوليكية (18.2%)
2. الكنيسة الأنجليكانية (10%)
3. الكنيسة التوحيدية (7.1%)

35% من السكان لا يعتنقون أي دين.

## التعليم
التعليم إجباري لكل من دون 16 عاماً، لذلك تُكمل الغالبية العظمي من السكان دراستها الثانوية والتي تحمل اسم (الشهادة التعليمية لجنوب استراليا).
منذ بداية يناير 2009 زادت سنوات التعليم الإجباري عاماً إضافياً.
يوجد ثلاث جامعات بجنوب استراليا:
- جامعة أديلايد.
- جامعة جنوب استراليا.
- جامعة فلندوز.

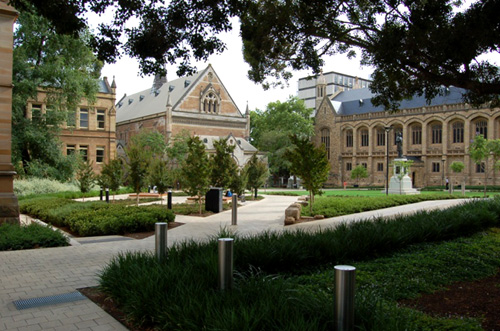
جامعة أديلايد بجنوب أستراليا.

ويقع مقرهم جميعاً في العاصمة (أديلايد)، واكن جامعة جنوب استراليا لها فروع أخري في وايللا ومونت غامبير.
يوجد مدارس للتعليم المهني في جميع أنحاء الدولة.

## الرياضة
لا شك أن كرة القدم هي الرياضة الأكثر اثارة لحماسة واهتمام سكان جنوب استراليا.

شعار نادي أديلايد كرووس

يشارك ما يقرب من 2,2% من سكان جنوب استراليا (فوق سن الثامنة عشر) في فرق كرة القدم الأسترالية.
يشارك في دوري كرة القدم الأسترالي فريقين من جنوب استراليا:
- أديلايد كرووس (غربان أديلايد).
- بورت أديلايد باور.فريق بورت أديلايد باور عام 1914.إحدي مباريات دوري كرة القدم الأسترالي بين فريقي (أديلايد كرووس) و (بورت أديلايد باور).

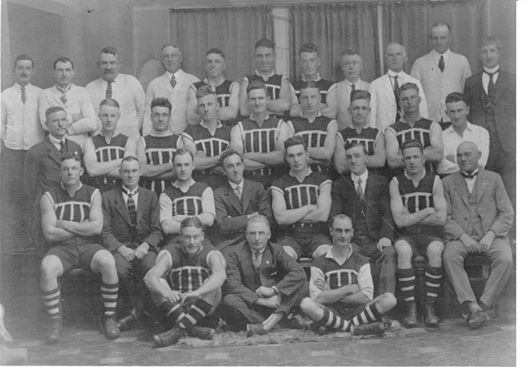
فريق بورت أديلايد باور عام 1914.

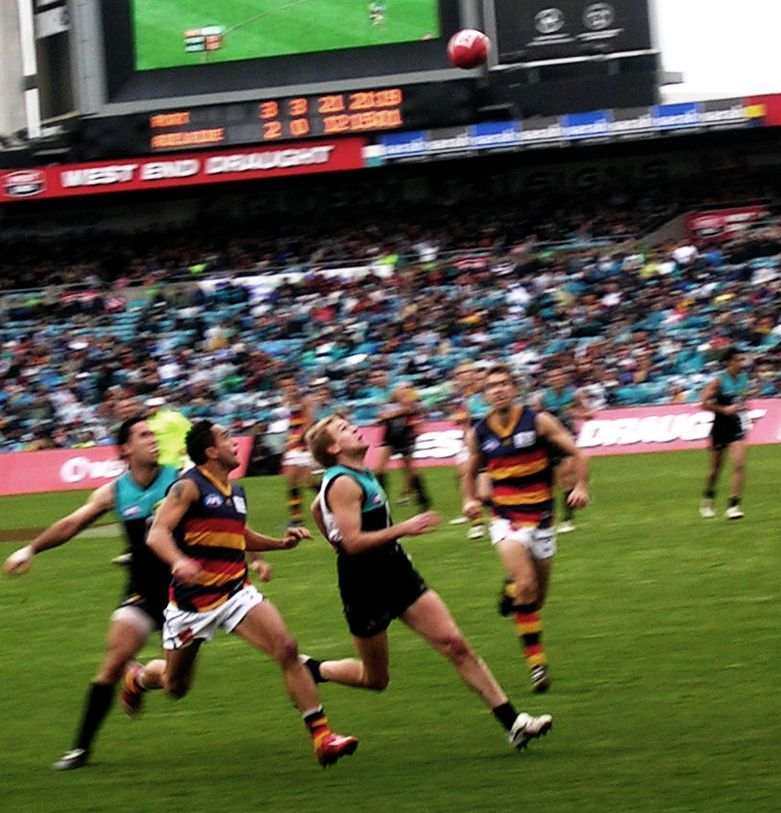
إحدي مباريات دوري كرة القدم الأسترالي بين فريقي (أديلايد كرووس) و (بورت أديلايد باور).

يبلغ عدد أعضاء نادي أديلايد كرووس 50,000 عضو وبذلك يمتلك النادي أكبر عدد للأعضاء مقارنة بالخمسة عشر فريقاً الاخريين في الدوري الأسترالي.
كمان أن هناك بعض المشجعين لرياضة الكريكت، ولكن تعتبر كرة القدم وكرة السلة هم الأكثر شعبية في جنوب أستراليا.

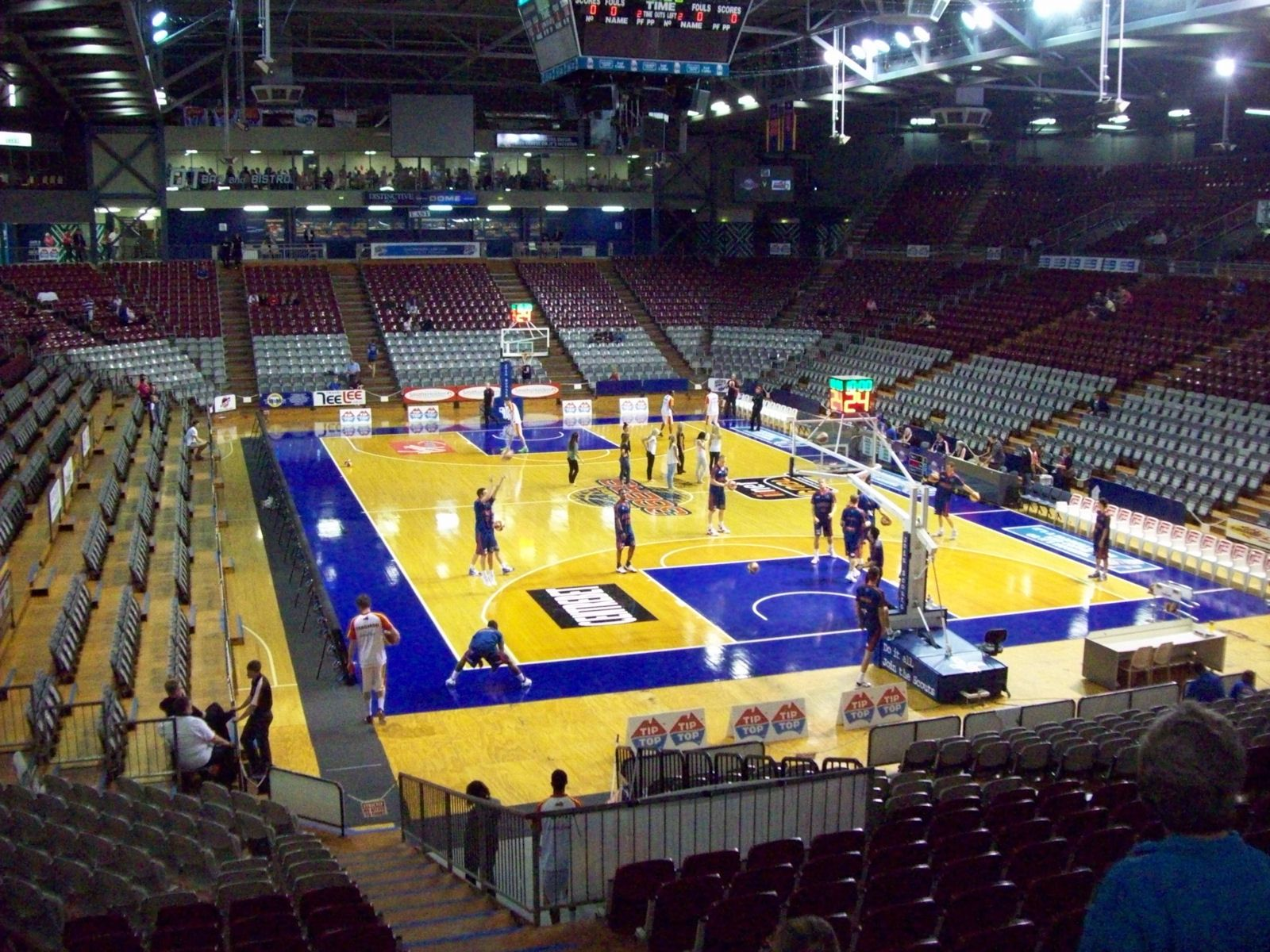
ملعب أديلايد أرينا لكرة السلة بجنوب أستراليا.

## وصلات خارجية
- الموقع الرسمي